# Білоруський спортивний Олімп
Спеціальна премія Президента Республіки Білорусь «Білоруський спортивний Олімп» — державна премія Білорусі, що є вищим визнанням заслуг діячів фізичної культури і спорту перед суспільством і державою.

## Історія
Спеціальна премія Президента Республіки Білорусь «Білоруський спортивний Олімп» заснована Указом Президента Республіки Білорусь від 8 серпня 2003 р. № 355.

## Кількість премій
Щорічно присуджується одна спеціальна премія.

## Підстави для нагородження
Спеціальна премія Президента Республіки Білорусь «Білоруський спортивний Олімп» присуджується щорічно за значний внесок у розвиток масового фізкультурного руху і спорту з метою стимулювання та соціальної підтримки діяльності в галузі фізичної культури і спорту.

## Порядок присудження
Висування кандидатур на здобуття спеціальної премії здійснюється управліннями та відділами фізичної культури, спорту і туризму місцевих виконавчих і розпорядчих органів, організаціями фізичної культури і спорту в тому числі:
- Національним олімпійським комітетом Республіки Білорусь,
- республіканськими федераціями (асоціаціями, спілками) з видів спорту,
- фізкультурно-спортивними товариствами,
- клубами по виду (видам) спорту,
- спеціалізованими навчально-спортивними установами,
- спортивними комплексами,
- іншими організаціями фізичної культури та спорту.

Рішення про представлення кандидатури на здобуття спеціальної премії приймається колегією Міністерства спорту і туризму та вноситься до Ради Міністрів Республіки Білорусь, яка вносить пропозицію про присудження на розгляд Президента Республіки Білорусь.

## Присудєження
Спеціальна премія Президента Республіки Білорусь «Білоруський спортивний Олімп» вручається, як правило, у День працівників фізичної культури і спорту.
Особі, удостоєній спеціальної премії, в урочистій обстановці вручаються диплом, Почесна медаль лауреата та грошова винагорода у розмірі 350 базових величин.